# Martillán
Martillán es una localidad del municipio de Villar de Argañán, en la comarca del Campo de Argañán, provincia de Salamanca, comunidad autónoma de Castilla y León, España.

## Historia
La fundación de Martillán se remonta a la repoblación efectuada por los reyes de León en la Edad Media, quedando integrado en el campo de Argañán, dentro de la jurisdicción de Ciudad Rodrigo y el Reino de León. Con la creación de las actuales provincias en 1833, Martillán quedó integrado en la provincia de Salamanca, dentro de la Región Leonesa.

## Demografía
En 2017 Martillán contaba con una población de 43 habitantes, de los cuales 25 eran varones y 18 mujeres (INE 2017).
| Gráfica de evolución demográfica de Martillán entre 2000 y 2017 |
|                                                                 |
| Población según los censos de población del INE.                |

## Monumentos y lugares de interés
- Iglesia de Santiago Apóstol.
- Siega Verde